# Фатик
Фатик е град в Сенегал с население от 24 243 души.

## Име
Името му (Фатик), включително неговия регион и отдел, взимат имената си от един от майчините кланове на Серер (Фатик) — което произлиза от термина на Серер Фати Убадик („имаме още да вървим“). Името също се изписва Патик след произношението му, което е същото като Матриклан Фатик. Кралят на Сине Васила Фей от 15-ти век го кръсти на матриклана на баща си. Баща му беше член на матриклана Патик.

## Географско положение
Фатик се намира „в пояса на саваната на западноафриканския Сахел, пясъчен сух регион на юг от пустинята Сахара.“ Най-близките градове са Неране, Пурхам, Мбирк Пурхам и Ток. Дакар, столицата на Сенегал, се намира на 155 км.

## Климат
| Климатични данни за Фатик               | Климатични данни за Фатик | Климатични данни за Фатик | Климатични данни за Фатик | Климатични данни за Фатик | Климатични данни за Фатик | Климатични данни за Фатик | Климатични данни за Фатик | Климатични данни за Фатик | Климатични данни за Фатик | Климатични данни за Фатик | Климатични данни за Фатик | Климатични данни за Фатик | Климатични данни за Фатик |
| Месеци                                  | Яну                       | Фев                       | Март                      | Апр                       | Май                       | Юни                       | Юли                       | Авг                       | Сеп                       | Окт                       | Ное                       | Дек                       | Год                       |
| --------------------------------------- | ------------------------- | ------------------------- | ------------------------- | ------------------------- | ------------------------- | ------------------------- | ------------------------- | ------------------------- | ------------------------- | ------------------------- | ------------------------- | ------------------------- | ------------------------- |
| Средно високо °C (°F)                   | 32.7 (90.9)               | 34.5 (94.1)               | 36.5 (97.7)               | 37 (99)                   | 37.1 (98.8)               | 35.8 (96.4)               | 33.4 (92.1)               | 32.1 (89.8)               | 32.5 (90.5)               | 34.6 (94.3)               | 35.4 (95.7)               | 32.8 (91.0)               | 34.5 (94.2)               |
| Средна дневна °C (°F)                   | 23.7 (74.7)               | 25 (77)                   | 27 (81)                   | 27.8 (82.0)               | 28.6 (83.5)               | 29.2 (84.6)               | 28.3 (82.9)               | 27.4 (81.3)               | 27.5 (81.5)               | 28.1 (82.6)               | 27 (81)                   | 24.3 (75.7)               | 27.0 (80.6)               |
| Средно ниско °C (°F)                    | 14.8 (58.6)               | 15.6 (60.1)               | 17.5 (63.5)               | 18.6 (65.5)               | 20.2 (68.4)               | 22.6 (72.7)               | 23.2 (73.8)               | 22.8 (73.0)               | 22.6 (72.7)               | 21.7 (71.1)               | 18.7 (65.7)               | 15.8 (60.4)               | 19.5 (67.1)               |
| Средни валежи мм (инчове)               | 1 (0.0)                   | 0 (0)                     | 0 (0)                     | 0 (0)                     | 1 (0.0)                   | 36 (1.4)                  | 123 (4.8)                 | 223 (8.8)                 | 180 (7.1)                 | 44 (1.7)                  | 2 (0.1)                   | 1 (0.0)                   | 611 (23.9)                |
| Source: Climate-Data.org (altitude: 7m) |                           |                           |                           |                           |                           |                           |                           |                           |                           |                           |                           |                           |                           |

## Население
При преброяванията от 1988 и 2002 г. приблизителните цифри на населението са съответно 18 416 и 23 149 души. През 2007 г. по официални изчисления населението е 24 855 души.

## Забележителности
В Фатик има стадион, автогара, хотели, болница, джамии, бензиностанции и музей. Градът има няколко древни обекта, класифицирани като исторически паметници и добавени към списъка на световното наследство. Има също така мястото на Минд Нго Миндис, разположено в река Сине, където се правят възлияния и приношения, мястото на Ндиобайе, където се провеждат традиционните церемонии, и Ндеб Джаб, където се помещава свещено дърво в Ндайе-Ндайе. Тези места са свещени места в религията серер. Церемонията Xooy (или Кхоу), изпълнявана от върховните жреци и жрици Серер (Салтигейс), се провежда във Фатик веднъж годишно. 